# Miroir de Galadriel
Le miroir de Galadriel est un objet du légendaire de l'écrivain britannique J. R. R. Tolkien, apparaissant notamment dans son roman Le Seigneur des anneaux.
Il s'agit d'un bassin rempli d'eau, dans lequel on peut voir des visions du passé, du présent et du futur.

## Histoire

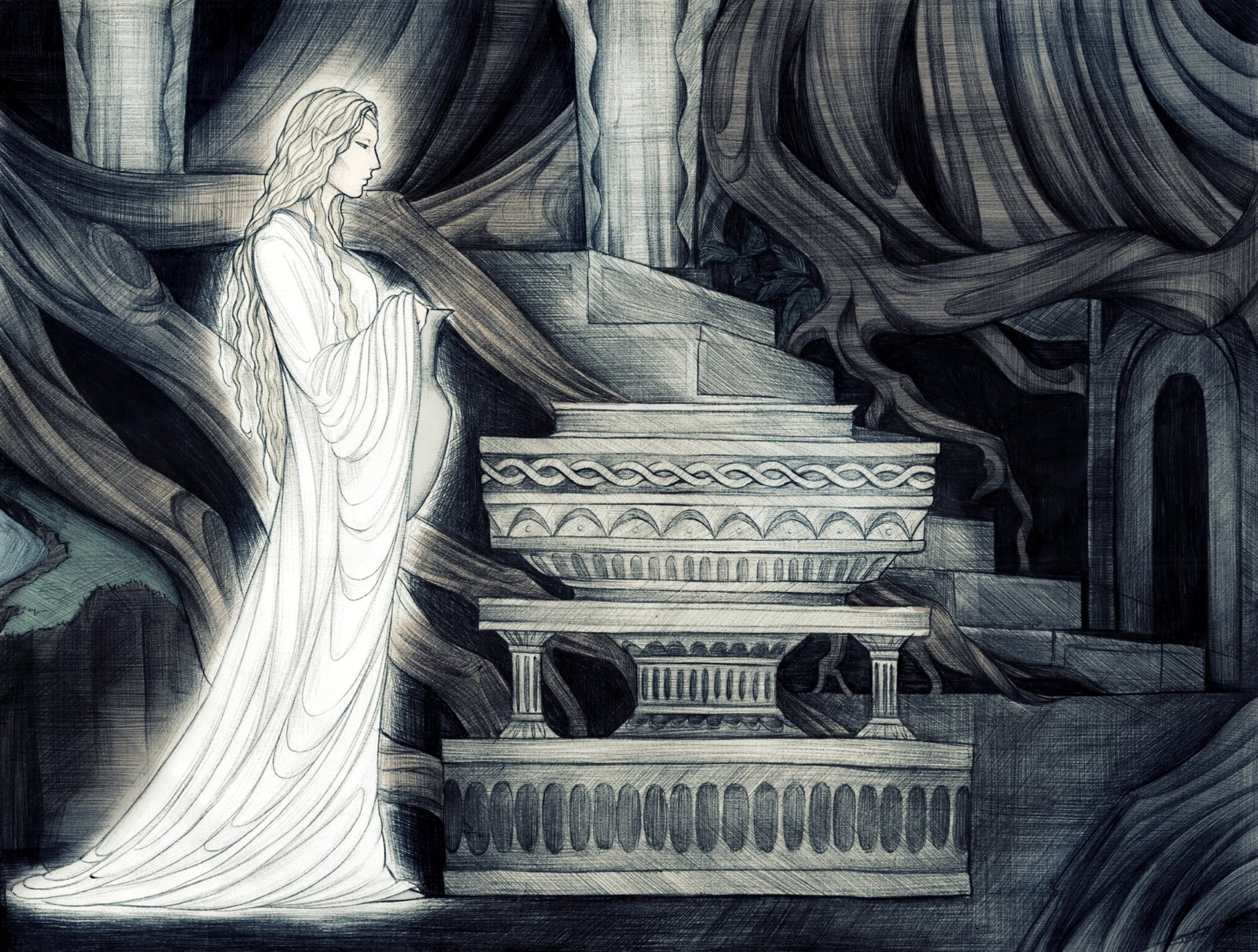
Galadriel devant son miroir
(fan art de Tessa Boronski).

Galadriel, l'Elfe qui, avec Celeborn, dirige la Lothlórien, accueille la Compagnie de l'Anneau après leur passage par la Moria. Elle invite le hobbit Frodon Sacquet, le porteur de l'Anneau unique, à regarder dans le miroir. Galadriel ne peut prédire ce que va montrer le miroir ni si les visions vont se réaliser.
Samsagace Gamegie fut aussi gratifié d'une vision dans laquelle il était informé de la destruction de la Comté, ce qui le fit hésiter entre rentrer chez lui pour empêcher ces événements d'advenir ou poursuivre la quête de la destruction de l'anneau de Sauron pour préserver la Terre du Milieu.

## Analyse
Le miroir de Galadriel rappelle la technique divinatoire de l'hydromancie. Dans la mythologie nordique, les Norns se servaient du puits d'Urd comme d'un bassin divinatoire.
Malgré les critiques de Tolkien envers la légende arthurienne, Verlyn Flieger affirme dans Interrupted Music: the making of Tolkien's mythology un certain nombre de points communs, et de mécanismes de construction du récit. Dans cette optique le miroir de Galadriel rappelle la fontaine enchantée que Chrétien de Troyes décrit dans Yvain ou le chevalier au lion, Galadriel elle-même ressemblant à Morgane la Fée. John D. Rateliff rapproche également le Miroir du bassin d'eau employé par Ayesha dans le roman de H. Rider Haggard Elle ou la source de feu (1887), l'une des principales influences contemporaines de Tolkien.

## Adaptations
Souvent le personnage de Galadriel est représenté accompagné du miroir.
Games Workshop a créé des figurines pour le jeu de figurines, Le Seigneur des anneaux fondé sur la trilogie cinématographique de Peter Jackson. L'une de ces figurines représente Galadriel, accompagnée de Celeborn et de son miroir.